# Афаунов, Али Ибрагимович
Али Ибрагимович Афаунов (1936—2009) — советский и российский учёный-медик (хирург), доктор медицинских наук (1991), профессор (1993).
Автор более 200 научных работ по вопросам хирургии, также является автором ряда изобретений и патентов.

## Биография
Родился 24 июня 1936 года в ауле Кошехабль Адыгейской автономной области. Его отец, участник Великой Отечественной войны, оставил на стене поверженного Рейхстага надпись: «Майкоп-Кошехабль-Берлин».
В 1954 году Али Афаунов окончил в Краснодаре среднюю школу № 8, а в 1960 году — Кубанский медицинский институт (ныне Кубанский государственный медицинский университет). По окончании вуза был распределён и работал хирургом в Нижне-Саранинской участковой больнице Свердловской области. С 1961 года обучался в клинической ординатуре, а затем — в аспирантуре при кафедре госпитальной хирургии Кубанского медицинского института. С 1966 года работал ассистентом кафедры госпитальной хирургии, а с 1968 года — ассистентом кафедры травматологии, ортопедии и военно-полевой хирургии.
В 1969 году защитил диссертацию на соискание ученой степени кандидата медицинских наук на тему «Некоторые показатели гемодинамики и внешнего дыхания при наркозе и в послеоперационном периоде». В 1979 году А. И. Афаунов был направлен в командировку в Алжир, вернувшись из которой в 1981 году, продолжил работу в медицинском институте. В 1991 году защитил докторскую диссертацию на тему «Хирургическое лечение тяжелых посттравматических деформаций костей предплечья» и был избран заведующим кафедрой травматологии, ортопедии и военно-полевой хирургии родного вуза. В 1993 году ему было присвоено звание профессора.
Наряду с научной, А. И. Афаунов занимался и общественной деятельностью: являлся президентом Ассоциации травматологов-ортопедов Кубани, был членом правления Ассоциации травматологов и ортопедов России, с 1994 года — член редакционного совета отраслевого журнала «Анналы травматологии и ортопедии».
Умер 23 декабря 2009 года в Краснодаре. Был похоронен на городском Славянском кладбище.